# Faute professionnelle
 (juillet 2023).
Ne doit pas être confondu avec Responsabilité civile.
Une faute professionnelle est, en France, en droit du travail une faute commise dans le cadre de l'exercice d'une profession par un salarié. 
Elle consiste dans le fait de ne pas respecter les règles de l'art, les règles de déontologie, ou celles liées plus particulièrement à l'emploi du salarié. 

## Qualification
La faute professionnelle n'est pas précisément définie en droit français autrement que par l'article L.1331-1 du Code du travail, qui indique qu'une faute professionnelle est « un agissement du salarié considéré par l'employeur comme fautif ».  L'allégation d'une telle faute doit toutefois être étayée par des éléments de preuves.

## Réparation
Le salarié n'est pas responsable civilement des dommages causés par sa faute dans le cadre de son contrat de travail, sauf en cas de faute lourde commise dans l'intention de nuire.

## Sanctions
La faute professionnelle peut être sanctionnée par une gradation de mesures allant jusqu'au licenciement en fonction de sa gravité : simple, grave ou lourde. 
La simple erreur n'est pas en soi constitutive de la faute professionnelle si elle n'est pas causée par de la négligence, de la désobéissance volontaire à des normes ou à des instructions. Elle relève alors de l'insuffisance professionnelle, et est en principe sanctionnée par une procédure pour motif personnel. La sanction du salarié pour faute professionnelle est, selon que la faute est légère ou grave, la mise à pied ou le licenciement disciplinaire avec ou sans préavis. La qualification de la négligence peut être subtile à établir, mais on considère que si elle résulte d'une mauvaise compréhension par le salarié ou d'un manque de formation de sa part il ne s'agit que d'une incompétence. Une erreur de qualification peut entrainer la requalification du licenciement en licenciement sans cause réelle et sérieuse, et le rendre nul.
Lorsque l'auteur de la faute est coupable d'un délit ou d'un crime, il est passible de poursuites pénales.